# Yunhe, Lishui
Yunhe, även känt som Yunho, är ett härad i östra Kina, och tillhör stadsprefekturen Lishui i provinsen Zhejiang. Befolkningen uppgick till 103 273 invånare vid folkräkningen år 2000, varav 40 213 invånare bodde i huvudorten Yunhe. Häradet var år 2000 indelat i fyra köpingar (zhèn) och elva socknar (xiāng).
På grund av det andra kinesisk-japanska kriget var Yunhe säte för Zhejiang-provinsens regering från sommaren 1942 fram till Japans kapitulation i augusti 1945.